# 2024年新斯科舍省大选
2024年新斯科舍省大选于2024年11月26日举行，选举第65届诺瓦斯科舍省议会议员。
本次大选为提前选举，现任省长蒂姆·休斯顿率领的新斯科舍进步保守党试图连任。選舉结果顯示，现任省长蒂姆·休斯顿率领的新斯科舍进步保守党再次赢得了多數政府。